# جمیل آیت بن ایدر
جمیل آیت بن ایدر (فرانسوی: Jamel Aït Ben Idir‎؛ زادهٔ ۱۰ ژانویهٔ ۱۹۸۴) بازیکن فوتبال اهل فرانسه است.
از باشگاه‌هایی که در آن بازی کرده‌است می‌توان به باشگاه فوتبال اوسر، باشگاه فوتبال سدان، باشگاه فوتبال الوداد کازابلانکا و باشگاه فوتبال لو آور اشاره کرد.
وی همچنین در تیم ملی فوتبال مراکش بازی کرده‌است.